# Niềm vui

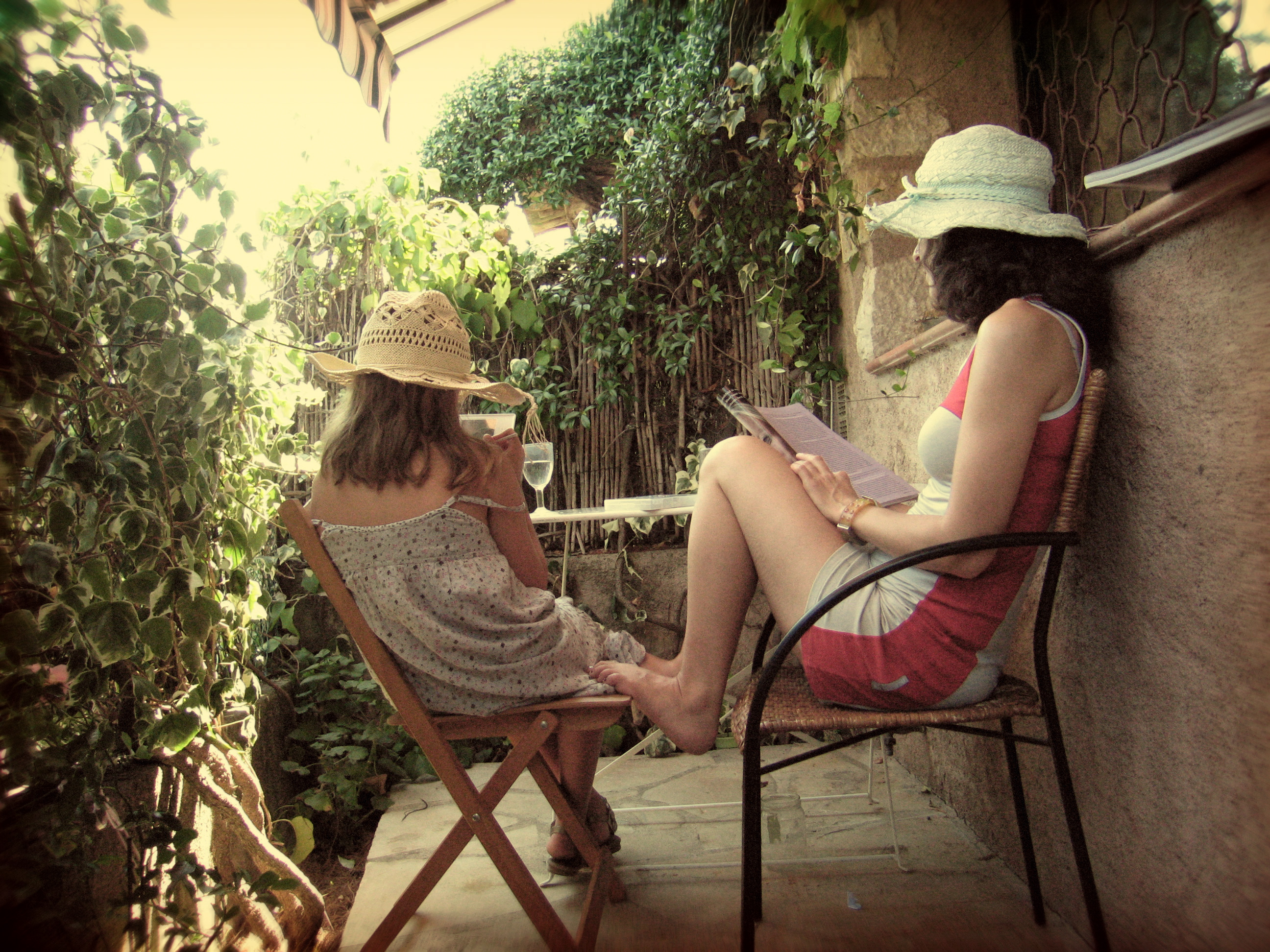
Một niềm vui cuối tuần nhẹ nhàng ở Pháp

Niềm vui hay vui, vui thích, vui sướng là biểu hiện cảm xúc mô tả các trạng thái tinh thần của con người và các động vật khác như sự trải nghiệm tích cực, thú vị. Nó bao gồm các trạng thái tinh thần cụ thể hơn như hạnh phúc, vui chơi giải trí, hưởng thụ, phấn khích. Trong tâm lý học, việc mô tả niềm vui như một cơ chế phản hồi tích cực, thúc đẩy cơ thể để tái tạo. Niềm vui được biểu hiện một phần bên ngoài ra nụ cười, sự hớn hở, phấn khích hoặc những biểu hiện tế nhị hơn.
Nhà triết học Epicurus và những môn đệ ông cho rằng niềm vui sướng nhất là sự vắng mặt của nỗi đau khổ và niềm vui riêng trong tâm trí của chính mình là sự tự do từ nỗi đau trong cơ thể và tự do từ tình trạng hỗn loạn trong tâm hồn. Cũng theo dó, triết gia Cicero cũng tin niềm vui đó chính là sự thống trị của cái tốt và sự đày đọa dành cho cái xấu.

## Khái niệm
Niềm vui là khái niệm chủ quan và cá nhân khác nhau sẽ được trải nghiệm các loại niềm vui khác nhau. Nhiều trải nghiệm thú vị có liên quan đến sinh học chẳng hạn như ăn uống, tập thể dục, quan hệ tình dục hoặc đại tiện. Những trải nghiệm thú vị khác có liên quan đến kinh nghiệm xã hội chẳng hạn như những kinh nghiệm hoàn thành, công nhận, khát khao cống hiến, dịch vụ và các hoạt động như nghệ thuật, âm nhạc, văn học và văn hóa thường mang đến sự thú vị hoặc có những thứ bình dị hơn, niềm vui cũng không hàn gắn với giải trí và thư giãn.